# Шест Тачерових
„Шест Тачерових” (енгл. The Six Thatchers) јесте 1. епизода 4. сезоне британске ТВ серије Шерлок. Премијерно је приказана 1. јануара 2017. на каналима BBC One, BBC First, PBS и Првом каналу. Епизода је заснована на приповеци „Шест Наполеона” коју је написао Артур Конан Дојл.

## Радња
Епизода почиње Шерлоковим (Бенедикт Камбербач) монологом у којем прича властиту верзију Састанка у Самари. Мајкрофт (Марк Гејтис) информише Шерлока и одбор над којим предсједа Леди Смолвуд о новој „званичној” верзији смрти Аугустуса Магнусена (из епизоде „Његов посљедњи завјет”) — видео-снимку су лажирали тако да изгледа да га је упуцао снајперист. Џон (Мартин Фриман) и Мери Вотсон (Аманда Абингтон) добијају кћерку којој дају име Розамунд Мери. Након догађаја из епизоде „Одвратна младенка”, Шерлок постаје опсједнут истрагом Моријартијеве посмртне освете, а Мајкрофт и детективи из Скотланд јарда, па тако и Грег Лестрад (Руперт Грејвс), помажу му да ријеши наизглед безначајне случајеве у нади да ће их довести до Моријартијевог великог плана. Џон у међувремену започиње везу са женом коју је упознао у аутобусу; имплицира се љубавна афера, али јој касније шаље поруку у којој говори да је међу њима готово.
Шерлок истражује случај у којем је син политичара пронађен мртав у саобраћајној несрећи упркос томе што су мислили да је паузирао годину и отишао на Тибет. Шерлок брзо рјешава случај, али му одвраћа пажњу нестала биста Маргарет Тачер у жртвиној кући те открива да је украдена и разбијена од трем. Неко касније разбија четири идентичне бисте те након што се сусреће и потуче с кривцем, Шерлок открива да се у посљедњој бисти налази  стик с информацијама о Мери и њеној прошлости док је била владина агентица. Кривац је Меријин пријашњи колега који вјерује да га је она издала и тражи освету. Кад је Шерлок суочи са стиком који је пронашао, Мери му објашњава да је била чланица хонорарне оперативне групе под именом „А.Г.Р.А.”, што је скраћеница иницијала имена њених чланова. Открива да јој је право име Розамунд и да је њено слово „Р”, а да јој је гонилац Еј-џеј (Саша Даван), тј. његово слово је „А”. Сви су чланови имали USB стик с подацима о свим члановима групе у случају да неко неког изда. Објашњава Шерлоку да су прије 6 година имали мисију да спасе таоце у британској амбасади у Тбилисију (Грузија), али је мисија пошла по злу кад је дошло до пуча (ког је активирала кодна ријеч „ammo” /енглеска ријеч за муницију/) у којем се претпоставило да су погинули сви агенти А.Г.Р.А.-е осим Мери. Шерлок покуша убиједити Мери да не иде за Еј-џејем. Претваравши се да ју је убиједио, онесвијести Шерлока писмом које је заправо прекривено дрогом и успијева да побјегне.
Мери путује широм свијета потпуно насумичном путањом у нади да ће си прикрити трагове. Шерлок и Џон проналазе је у Мароку и откривају да су је пронашли јер су на стик поставили уређај за праћење; међутим, и Еј-џеј је успијева пронаћи. Еј-џеј објашњава да су га заробили терористи, али да је прије тог успио сакрити свој USB стик у једну од Тачериних биста и да га је касније намјеравао вратити да би пронашао Мери коју криви за своје заробљавање. Док су га терористи мучили, чуо је да су за неуспјех мисије криви „ammo” и „Енглескиња”. Еј-џеј покуша усмртити тројку, али га убија полиција. Тројка размишља о цијелој ситуацији и закључују да се Еј-џеј водио погрешном претпоставком да је Мери заправо та „Енглескиња”.
Шерлок позива Мајкрофта и објашњава му да је „ammo” заправо „amo”, латинска ријеч која у преводу значи „волим” (у серији Шерлок говори да је превод ријечи на енглески „I love”, што упућује на ријеч „love”, односно „љубав”). Мајкрофт затим позива Леди Смолвуд (Линдси Данкан) на разговор јер јој је тајно име „љубав” (love), али се испостави да не зна ништа о пучу. Шерлок касније успијева докучити загонетку кад се присјети да је Мери поменула да рецепционери знају да запамте и прикупе свакакве информације. Састаје се са Смолвудином секретарицом Вивијан Норбури (Марша Ворен) у лондонском акваријуму. Кад стигне Мери и полиција, Вивијан открива да је, користећи код „amo”, дојавила терористима о спасилачкој мисији да би се таоци и „А.Г.Р.А.” могли елиминисати. Жељела је убити британску амбасадорицу која је открила да је Вивијан продавала државне тајне. Вивијан вади пиштољ и пуца у Шерлока, али се Мери баци испред њега. Џон долази на лице мјеста и Мери му изјављује да је вољела бити „Мери Вотсон” те му умире у наручју. Будући да се Шерлок заклео да ће је штитити, прекидају се добри односи између њега и Џона.
Након хапшења Вивијан, Мајкрофт се враћа кући и на фрижидеру проналази залијепљен лист из блочића на којем пише „13.” (енгл. 13th). Одмах узима телефон и зове „Шеринфорд” (енгл. Sherrinford). Шерлок одлази до Џонове терапеуткиње, али нерадо с њом разговара. Након што се врате у улицу Бејкер, Шерлок и гђа. Хадсон (Уна Стабс) жале Меријину смрт. Шерлок проналази и отвара пакет у којем је DVD с посмртном поруком од Мери у којој му говори да „спаси Џона Вотсона”. Затим одлази до Џоновог стана да му понуди помоћ, али му врата отвара Моли (Луиза Брили) с Роузи у наручју и даје му писмо од Џона те говори да Џон жели било чију помоћ сем Шерлокове. Шерлок се враћа на Састанак у Самари из монолога на почетку и закључује да је смрт неизбјежна али се пита могу ли се избјећи околности.
Након заслуга, приказује се додана сцена с Меријиног DVD-а гдје говори: „Иди дођавола, Шерлоче”.

## Емитовање и критике
Епизода је у исто вријеме премијерно приказана у Уједињеном Краљевству, САД, Аустралији и Јужној Америци. У Уједињеном Краљевству приказана је на каналу BBC One у 20.30 по GMT-у. У САД је приказана на PBS-у у 21.00 у ET-у и PT-у. У Аустралији је премијерно приказана на сервису Stan 2. јануара у 10.00 по AEDT-у. У Јужној Америци премијерно је приказана на каналу BBC Entertainment у 01.00 по GMT-у.
Епизода је углавном наишла на позитивни пријем критичара. Марк Лосон из Гардијанa упутио је добру критику рекавши да „Камбербачова изведба подсјећа на филмове о Џејмсу Бонду”. IGN ју је оцијенио с 5,5/10 додавши да је „осредња” и да се „Шерлок вратио са збуњеним и збуњујућим случајем који се бави случајем у вези с главом Маргарет Тачер”. Digital Spy ју је назвао „довољно задовољавајућом” додавши да је епизода „’Шест Тачерових’ привлачна, али има једну фаталну грешку. Све је извршено како треба... осим једне ствари која је заиста требало да буде добро извршена”. Телеграф ју је оцијенио са 4 од 5 звјездица додавши да је „вртоглави тријумф сложене радње”.